# Mangum
Mangum é uma cidade localizada no estado norte-americano de Oklahoma, no Condado de Greer.

## Demografia
Segundo o censo norte-americano de 2000, a sua população era de 2 924 habitantes.
Em 2006, foi estimada uma população de 2 721, um decréscimo de 203 (-6.9%).

## Geografia
De acordo com o United States Census Bureau tem uma área de 4,5 km², dos quais 4,5 km² cobertos por terra e 0,0 km² cobertos por água.

## Localidades na vizinhança
O diagrama seguinte representa as localidades num raio de 28 km ao redor de Mangum.